# Gerardo Romero
|  | No s'ha de confondre amb el periodista català i retransmissor en viu a Twitch Gerard Romero.. |

Gerardo Romero (1906 - ?) fou un futbolista paraguaià.

## Selecció del Paraguai
Va formar part de l'equip paraguaià a la Copa del Món de 1930.